# Once Beyond Hopelessness
Once Beyond Hopelessness è un album discografico dei The Flaming Lips, pubblicato nel 2008 ed utilizzato come colonna sonora del film di fantascienza Christmas on Mars, diretto da Wayne Coyne, leader della band.

## Tracce
1. Once Beyond Hopelessness – 3:07
2. The Distance Between Mars and the Earth, Pt. 1 – 0:52
3. The Horrors of Isolation: The Celestial Dissolve, Triumphant Hallucination, Light Being Absorbed – 4:39
4. In Excelsior Vaginalistic – 3:02
5. Your Spaceship Comes from Within – 1:28
6. Suicide and Extraordinary Mistakes – 3:28
7. The Distance Between Mars and the Earth, Pt. 2 – 0:57
8. The Secret of Immortality: This Strange Feeling, This Impossible World – 3:43
9. The Gleaming Armament of Marching Genitalia – 3:58
10. The Distress Signals of Celestial Objects – 2:11
11. Space Bible with Volume Lumps – 3:15
12. Once Beyond Hopelessness – 2:03